# Khetia
Khetia è una suddivisione dell'India, classificata come nagar panchayat, di 14.265 abitanti, situata nel distretto di Barwani, nello stato federato del Madhya Pradesh. In base al numero di abitanti la città rientra nella classe IV (da 10.000 a 19.999 persone).

## Geografia fisica
La città è situata a 21° 42' 44 N e 74° 34' 56 E.

## Società

### Evoluzione demografica
Al censimento del 2001 la popolazione di Khetia assommava a 14.265 persone, delle quali 7.383 maschi e 6.882 femmine. I bambini di età inferiore o uguale ai sei anni assommavano a 2.127, dei quali 1.149 maschi e 978 femmine. Infine, coloro che erano in grado di saper almeno leggere e scrivere erano 9.471, dei quali 5.504 maschi e 3.967 femmine.